# Torneo Argentino A 2005-06
El Torneo Argentino A 2005-06, fue la undécima edición del mencionado certamen futbolístico, organizado por el Consejo Federal del Fútbol Argentino y correspondiente a la tercera división de ascenso del fútbol argentino, para equipos indirectamente afiliados a la Asociación del Fútbol Argentino.
Como consecuencia de una serie de reformas aplicadas por el Consejo Federal a sus torneos de ascenso, Argentino A y Argentino B, este torneo aumentó su número de participantes, sumando 4 equipos más, para totalizar 24. Los mismos fueron divididos en dos grupos de 12 equipos cada uno, disputándose un Torneo Apertura y un Torneo Clausura.
Al finalizar el torneo, se otorgó 1 ascenso directo a la Primera B Nacional para el campeón de la temporada y un ascenso por promoción, jugado entre el subcampeón y un equipo de la B Nacional promediado para tal instancia. En contrapartida, los dos peores equipos del año de cada zona descendieron en forma directa al Argentino B, mientras que otros dos jugaron promociones directas para conservar la categoría, y otros cuatro definieron entre sí la posibilidad de conservar la categoría o de jugar una promoción más para conservarla.

## Modo de disputa
El Torneo Argentino A 2005-06 constó de dos campeonatos (Apertura y Clausura) con un formato de 24 equipos, divididos en 2 zonas de 12 equipos. 
Una vez que finalizaban las 22 fechas, los 8 mejores equipos de la tabla de grupo avanzaban a la siguiente ronda. En la segunda ronda, se enfrentaban los 16 mejores equipos, en series de ida y vuelta a eliminación directa, resultando finalmente un campeón. 
Una vez finalizado el Apertura y el Clausura, se jugó la final del torneo, entre ambos campeones, donde el equipo que ganó obtuvo el ascenso directo. El perdedor disputó un promoción contra un equipo del Nacional B.
Los últimos de cada grupo descendieron al Torneo Argentino B, al igual que el perdedor de un partido entre los penúltimos. El ganador de este partido y los perdedores de partidos entre los novenos y los décimos jugaron encuentros de promoción contra equipos del Torneo Argentino B.

## Equipos participantes

### Distribución geográfica
| Región                    | Equipos |
| ------------------------- | ------- |
| Provincia de Buenos Aires | 5       |
| Provincia del Chubut      | 2       |
| Provincia de Córdoba      | 2       |
| Provincia de Entre Ríos   | 1       |
| Provincia de Formosa      | 1       |
| Provincia de Jujuy        | 1       |
| Provincia de Mendoza      | 2       |
| Provincia de Misiones     | 1       |
| Provincia de Río Negro    | 1       |
| Provincia de San Juan     | 1       |
| Provincia de San Luis     | 1       |
| Provincia de Santa Fe     | 2       |
| Provincia de Tucumán      | 4       |
| Total                     | 24      |

### Equipos
Equipos participantes:

#### Zona 1
| Equipo                                     | Ciudad             | Provincia    | Liga de Origen                       |
| ------------------------------------------ | ------------------ | ------------ | ------------------------------------ |
| Club Atlético Douglas Haig                 | Pergamino          | Buenos Aires | Liga de fútbol Pergamino             |
| Club Villa Mitre                           | Bahía Blanca       | Buenos Aires | Liga del Sur (Bahía Blanca)          |
| La Plata Fútbol Club                       | La Plata           | Buenos Aires | Liga Amateur Platense de fútbol      |
| Club Social y Atlético Guillermo Brown     | Puerto Madryn      | Chubut       | Liga de fútbol Valle del Chubut      |
| Club Sportivo Independiente Rivadavia      | Mendoza            | Mendoza      | Liga Mendocina de Fútbol             |
| Club Sportivo Desamparados                 | San Juan           | San Juan     | Liga Sanjuanina de fútbol            |
| Club Cipolletti                            | Cipolletti         | Río Negro    | Liga Deportiva Confluencia           |
| Club Atlético Juventud                     | Pergamino          | Buenos Aires | Liga de fútbol Pergamino             |
| Asociación Atlético Luján de Cuyo          | Luján de Cuyo      | Mendoza      | Liga Mendocina de Fútbol             |
| Racing Athletic Club                       | Olavarría          | Buenos Aires | Liga de fútbol de Olavarría          |
| Club Atlético Juventud Unida Universitario | San Luis           | San Luis     | Liga Sanluiseña de fútbol            |
| Club Atlético Huracán                      | Comodoro Rivadavia | Chubut       | Liga de fútbol de Comodoro Rivadavia |

#### Zona 2
| Equipo                             | Ciudad                 | Provincia  | Liga de Origen                           |
| ---------------------------------- | ---------------------- | ---------- | ---------------------------------------- |
| Club Atlético San Martín           | San Miguel de Tucumán  | Tucumán    | Liga Tucumana de Fútbol                  |
| Club Atlético Tucumán              | San Miguel de Tucumán  | Tucumán    | Liga Tucumana de Fútbol                  |
| Club Sportivo Patria               | Formosa                | Formosa    | Liga Formoseña de fútbol                 |
| Club Atlético Unión                | Sunchales              | Santa Fe   | Liga Rafaelina de fútbol                 |
| Club Atlético Talleres             | Perico                 | Jujuy      | Liga Jujeña de Fútbol                    |
| Club Atlético Candelaria           | Candelaria             | Misiones   | Liga Posadeña de fútbol                  |
| Club Atlético General Paz Juniors  | Córdoba                | Córdoba    | Liga Cordobesa de Fútbol                 |
| Club Atlético Racing               | Córdoba                | Córdoba    | Liga Cordobesa de Fútbol                 |
| Club Social y Deportivo La Florida | La Florida             | Tucumán    | Liga Tucumana de Fútbol                  |
| Club Atlético Ñuñorco              | Monteros               | Tucumán    | Liga Tucumana de Fútbol                  |
| Club Atlético 9 de Julio           | Rafaela                | Santa Fe   | Liga Rafaelina de fútbol                 |
| Club Gimnasia y Esgrima            | Concepción del Uruguay | Entre Ríos | Liga de Fútbol de Concepción del Uruguay |

## Torneo Apertura

### Primera fase
| Equipo                  | Pts | PJ | PG | PE | PP | GF | GC | Dif |
| ----------------------- | --- | -- | -- | -- | -- | -- | -- | --- |
| Douglas Haig            | 21  | 11 | 6  | 3  | 2  | 18 | 15 | 3   |
| Villa Mitre             | 20  | 11 | 6  | 2  | 3  | 15 | 11 | 4   |
| La Plata FC             | 20  | 11 | 6  | 2  | 3  | 15 | 8  | 7   |
| Guillermo Brown         | 18  | 11 | 5  | 3  | 3  | 18 | 11 | 7   |
| Independiente Rivadavia | 17  | 11 | 4  | 5  | 2  | 12 | 10 | 2   |
| Desamparados            | 16  | 11 | 5  | 1  | 5  | 9  | 13 | -4  |
| Cipolletti (*)          | 14  | 11 | 4  | 2  | 5  | 19 | 17 | 2   |
| Juventud (P) (*)        | 14  | 11 | 4  | 2  | 5  | 15 | 17 | -2  |
| Luján de Cuyo (*)       | 14  | 11 | 3  | 5  | 3  | 18 | 15 | 3   |
| Racing (O)              | 11  | 11 | 3  | 2  | 6  | 8  | 15 | -7  |
| Juventud Unida          | 8   | 11 | 1  | 5  | 5  | 12 | 18 | -6  |
| Huracán (CR)            | 7   | 11 | 1  | 4  | 6  | 8  | 17 | -9  |

 (*) Posiciones definidas por el resultado entre sí, no por diferencia de gol 
| Clasificado para la próxima fase |

| Equipo                   | Pts | PJ | PG | PE | PP | GF | GC | Dif |
| ------------------------ | --- | -- | -- | -- | -- | -- | -- | --- |
| San Martín (T)           | 20  | 11 | 5  | 5  | 1  | 14 | 6  | 8   |
| Atlético (T)             | 19  | 11 | 6  | 1  | 4  | 21 | 14 | 7   |
| Sportivo Patria          | 18  | 11 | 5  | 3  | 3  | 14 | 13 | 1   |
| Unión (S)                | 17  | 11 | 5  | 2  | 4  | 18 | 19 | -1  |
| Talleres (P)             | 16  | 11 | 4  | 4  | 3  | 11 | 11 | 0   |
| Atl. Candelaria          | 15  | 11 | 4  | 3  | 4  | 13 | 14 | -1  |
| General Paz Juniors      | 14  | 11 | 4  | 2  | 5  | 17 | 21 | -4  |
| Racing (C)               | 14  | 11 | 3  | 5  | 3  | 8  | 8  | 0   |
| La Florida               | 13  | 11 | 3  | 4  | 4  | 13 | 15 | -2  |
| Ñuñorco                  | 13  | 11 | 3  | 4  | 4  | 9  | 11 | -2  |
| 9 de Julio (R)           | 10  | 11 | 2  | 4  | 5  | 12 | 13 | -1  |
| Gimnasia y Esgrima (CdU) | 10  | 11 | 3  | 1  | 7  | 12 | 17 | -5  |

| Clasificado para la próxima fase |

#### Resultados

##### Zona A (Sur)
| Douglas Haig            | 2 - 1 | La Plata F.C.                |
| Independiente Rivadavia | 1 - 0 | Juventud Unida Universitario |
| Cipolletti              | 2 - 2 | Luján de Cuyo                |
| Racing (O)              | 0 - 2 | Juventud (P)                 |
| Sp. Desamparados        | 0 - 1 | Villa Mitre (BB)             |
| Guillermo Brown (PM)    | 2 - 0 | Huracán (CR)                 |

| La Plata F.C.                | 2 - 0 | Cipolletti              |
| Huracán (CR)                 | 2 - 2 | Douglas Haig            |
| Juventud (P)                 | 0 - 1 | Villa Mitre (BB)        |
| Juventud Unida Universitario | 3 - 1 | Racing (O)              |
| Luján de Cuyo                | 1 - 1 | Independiente Rivadavia |
| Guillermo Brown (PM)         | 2 - 0 | Sp. Desamparados        |

| Racing (O)              | 1 - 1 | Luján de Cuyo                |
| Sp. Desamparados        | 2 - 1 | Juventud (P)                 |
| Villa Mitre (BB)        | 1 - 0 | Juventud Unida Universitario |
| Douglas Haig            | 3 - 1 | Guillermo Brown (PM)         |
| Independiente Rivadavia | 2 - 2 | La Plata F.C.                |
| Cipolletti              | 4 - 0 | Huracán (CR)                 |

| Huracán (CR)                 | 0 - 0 | Independiente Rivadavia |
| La Plata F.C.                | 0 - 0 | Racing (O)              |
| Douglas Haig                 | 2 - 0 | Sp. Desamparados        |
| Juventud Unida Universitario | 0 - 2 | Juventud (P)            |
| Luján de Cuyo                | 3 - 2 | Villa Mitre             |
| Guillermo Brown (PM)         | 3 - 0 | Cipolletti              |

| Douglas Haig                 | 5 - 3 | Cipolletti              |
| Racing (O)                   | 0 - 0 | Huracán (CR)            |
| Juventud Unida Universitario | 2 - 2 | Sp. Desamparados        |
| La Plata F.C.                | 1 - 1 | Villa Mitre (BB)        |
| Luján de Cuyo                | 1 - 1 | Juventud (P)            |
| Guillermo Brown (PM)         | 1 - 0 | Independiente Rivadavia |

| Racing (O)                   | 0 - 1 | Guillermo Brown (PM) |
| Huracán (CR)                 | 2 - 0 | Villa Mitre (BB)     |
| Juventud (P)                 | 1 - 2 | La Plata F.C.        |
| Juventud Unida Universitario | 2 - 1 | Luján de Cuyo        |
| Independiente Rivadavia      | 1 - 1 | Douglas Haig         |
| Sp. Desamparados             | 3 - 1 | Racing (O)           |

| Juventud (P)                 | 2 - 1 | Huracán (CR)         |
| Villa Mitre (BB)             | 1 - 1 | Guillermo Brown (PM) |
| Sp. Desamparados             | 1 - 0 | Luján de Cuyo        |
| Racing (O)                   | 0 - 1 | Douglas Haig         |
| Independiente Rivadavia      | 2 - 1 | Cipolletti           |
| Juventud Unida Universitario | 1 - 2 | La Plata F.C.        |

| Douglas Haig            | 2 - 1 | Villa Mitre (BB)             |
| Huracán (CR)            | 2 - 2 | Juventud Unida Universitario |
| Independiente Rivadavia | 2 - 3 | Sp. Desamparados             |
| Cipolletti              | 3 - 2 | Racing (O)                   |
| La Plata F.C.           | 3- 0  | Luján de Cuyo                |
| Guillermo Brown (PM)    | 5 - 2 | Juventud (P)                 |

| Racing (O)                   | 1 - 0 | Independiente Rivadavia |
| Sp. Desamparados             | 1 - 0 | La Plata F.C.           |
| Juventud (P)                 | 3 - 3 | Douglas Haig            |
| Juventud Unida Universitario | 1 - 1 | Guillermo Brown (PM)    |
| Luján de Cuyo                | 1 - 1 | Huracán (CR)            |
| Villa Mitre (BB)             | 2 - 0 | Cipolletti              |

| Douglas Haig            | 1 - 1 | Juventud Unida Universitario |
| Racing (O)              | 1 - 0 | Sp. Desamparados             |
| Independiente Rivadavia | 1 - 1 | Villa Mitre (BB)             |
| Huracán (CR)            | 0 - 2 | La Plata F.C.                |
| Cipolletti              | 3 - 1 | Juventud (P)                 |
| Guillermo Brown (PM)    | 1 - 1 | Luján de Cuyo                |

| Sp. Desamparados             | 1 - 0 | Huracán (CR)            |
| La Plata F.C.                | 1 - 0 | Guillermo Brown (PM)    |
| Juventud (P)                 | 1 - 1 | Independiente Rivadavia |
| Juventud Unida Universitario | 1 - 1 | Cipolletti              |
| Luján de Cuyo                | 4 - 0 | Douglas Haig            |
| Villa Mitre (BB)             | 3 - 1 | Racing (O)              |

##### Zona B (Norte)
| At. Candelaria | 0 - 0 | San Martín (T)      |
| Ñuñorco        | 1 - 2 | 9 de Julio (R)      |
| Atlético (T)   | 0 - 1 | Talleres (P)        |
| Racing (C)     | 1 - 0 | Gimnasia (CdU)      |
| Sp. Patria     | 0 - 1 | General Paz Juniors |
| Unión (S)      | 2 - 0 | La Florida          |

| General Paz Juniors | 1 - 0 | Racing (C)     |
| La Florida          | 1 - 1 | San Martín (T) |
| 9 de Julio (R)      | 1 - 2 | Sp. Patria     |
| Atlético (T)        | 2 - 0 | At. Candelaria |
| Gimnasia (CdU)      | 2 - 2 | Unión (S)      |
| Talleres (P)        | 1 - 1 | Ñuñorco        |

| Ñuñorco        | 0 - 2 | Atlético (T)        |
| Racing (C)     | 1 - 1 | 9 de Julio (R)      |
| San Martín (T) | 4 - 1 | Gimnasia (CdU)      |
| Sp. Patria     | 1 - 1 | Talleres (P)        |
| Unión (S)      | 4 - 2 | General Paz Juniors |
| At. Candelaria | 1 - 1 | La Florida          |

| 9 de Julio (R)      | 5 - 0 | Unión (S)      |
| Ñuñorco             | 0 - 0 | At. Candelaria |
| Atlético (T)        | 2 - 1 | Sp. Patria     |
| General Paz Juniors | 1 - 1 | San Martín (T) |
| Gimnasia (CdU)      | 0 - 1 | La Florida     |
| Talleres (P)        | 1 - 1 | Racing (C)     |

| San Martín (T) | 1 - 0 | 9 de Julio (R)      |
| At. Candelaria | 3 - 1 | Gimnasia (CdU)      |
| La Florida     | 2 - 1 | General Paz Juniors |
| Racing (C)     | 1 - 0 | Atlético (T)        |
| Sp. Patria     | 2 - 1 | Ñuñorco             |
| Unión (S)      | 2 - 0 | Talleres (P)        |

| Atlético (T)        | 3 - 2 | Unión (S)      |
| 9 de Julio          | 0 - 2 | La Florida     |
| Ñuñorco             | 1 - 1 | Racing (C)     |
| General Paz Juniors | 2 - 1 | Gimnasia (CdU) |
| Sp. Patria          | 2 - 1 | At. Candelaria |
| Talleres (P)        | 1 - 0 | San Martín (T) |

| La Florida     | 1 - 3 | Talleres (P)        |
| Unión (S)      | 1 - 0 | Ñuñorco             |
| San Martín (T) | 2 - 0 | Atlético (T)        |
| Racing (C)     | 0 - 1 | Sp. Patria          |
| Gimnasia (CdU) | 2 - 0 | 9 de Julio (R)      |
| At. Candelaria | 3 - 1 | General Paz Juniors |

| 9 de Julio (R) | 1 - 1 | General Paz Juniors |
| Atlético (T)   | 4 - 2 | La Florida          |
| Ñuñorco        | 0 - 0 | San Martín (T)      |
| Racing (C)     | 3 - 2 | At. Candelaria      |
| Sp. Patria     | 2 - 1 | Unión (S)           |
| Talleres (P)   | 1 - 0 | Gimnasia (CdU)      |

| Gimnasia (CdU)      | 2 - 1 | Atlético (T)   |
| La Florida          | 1 - 2 | Ñuñorco        |
| Unión (S)           | 0 - 0 | Racing (C)     |
| At. Candelaria      | 1 - 0 | 9 de Julio (R) |
| General Paz Juniors | 4 - 1 | Talleres (P)   |
| San Martín (T)      | 1 - 1 | Sp. Patria     |

| Ñuñorco      | 1 - 0 | Gimnasia (CdU)      |
| Atlético (T) | 6 - 2 | General Paz Juniors |
| Racing (C)   | 0 - 1 | San Martín (T)      |
| Sp. Patria   | 1 - 1 | La Florida          |
| Talleres (P) | 1 - 1 | 9 de Julio (R)      |
| Unión (S)    | 4 - 1 | At. Candelaria      |

| 9 de Julio (R)      | 1 - 1 | Atlético (T) |
| At. Candelaria      | 1 - 0 | Talleres (P) |
| General Paz Juniors | 1 - 2 | Ñuñorco      |
| Gimnasia (CdU)      | 3 - 1 | Sp. Patria   |
| La Florida          | 0 - 0 | Racing (C)   |
| San Martín (T)      | 3 - 1 | Unión (S)    |

### Segunda fase
|  | Octavos de final        | Octavos de final | Octavos de final |                         |   | Cuartos de final | Cuartos de final | Cuartos de final |  |  | Semifinales   | Semifinales   | Semifinales   |  |  | Final         | Final         | Final         |
|  | 11/11 al 20/11          | 11/11 al 20/11   | 11/11 al 20/11   |                         |   | 23/11 y 27/11    | 23/11 y 27/11    | 23/11 y 27/11    |  |  | 3/12 al 11/12 | 3/12 al 11/12 | 3/12 al 11/12 |  |  | 18/12 y 22/12 | 18/12 y 22/12 | 18/12 y 22/12 |
|  |                         |                  |                  |                         |   |                  |                  |                  |  |  |               |               |               |  |  |               |               |               |
|  |                         |                  |                  |                         |   |                  |                  |                  |  |  |               |               |               |  |  |               |               |               |
|  |                         |                  |                  |                         |   |                  |                  |                  |  |  |               |               |               |  |  |               |               |               |
|  | General Paz Juniors     | 3                | 0                |                         |   |                  |                  |                  |  |  |               |               |               |  |  |               |               |               |
|  | General Paz Juniors     | 3                | 0                |                         |   |                  |                  |                  |  |  |               |               |               |  |  |               |               |               |
|  | Atlético (T)            | 1                | 1                |                         |   |                  |                  |                  |  |  |               |               |               |  |  |               |               |               |
|  | Atlético (T)            | 1                | 1                | General Paz Juniors     | 1 | 1                |                  |                  |  |  |               |               |               |  |  |               |               |               |
|  |                         |                  |                  |                         | 1 | 1                |                  |                  |  |  |               |               |               |  |  |               |               |               |
|  |                         | San Martín (T)   | 0                | 1                       |   |                  |                  |                  |  |  |               |               |               |  |  |               |               |               |
|  | Racing (C)              | San Martín (T)   | 0                | 1                       | 0 | 2                |                  |                  |  |  |               |               |               |  |  |               |               |               |
|  | Racing (C)              |                  |                  |                         | 0 | 2                |                  |                  |  |  |               |               |               |  |  |               |               |               |
|  | San Martín (T)          | 2                | 3                |                         |   |                  |                  |                  |  |  |               |               |               |  |  |               |               |               |
|  | San Martín (T)          | 2                | 3                | General Paz Juniors (p) | 0 | 3(7)             |                  |                  |  |  |               |               |               |  |  |               |               |               |
|  |                         |                  |                  |                         | 0 | 3(7)             |                  |                  |  |  |               |               |               |  |  |               |               |               |
|  |                         | Douglas Haig     | 2                | 1(6)                    |   |                  |                  |                  |  |  |               |               |               |  |  |               |               |               |
|  | Desamparados            | Douglas Haig     | 2                | 1(6)                    | 1 | 5                |                  |                  |  |  |               |               |               |  |  |               |               |               |
|  | Desamparados            |                  |                  |                         | 1 | 5                |                  |                  |  |  |               |               |               |  |  |               |               |               |
|  | La Plata FC             | 0                | 3                |                         |   |                  |                  |                  |  |  |               |               |               |  |  |               |               |               |
|  | La Plata FC             | 0                | 3                | Desamparados            | 2 | 0                |                  |                  |  |  |               |               |               |  |  |               |               |               |
|  |                         |                  |                  |                         | 2 | 0                |                  |                  |  |  |               |               |               |  |  |               |               |               |
|  |                         | Douglas Haig (*) | 0                | 2                       |   |                  |                  |                  |  |  |               |               |               |  |  |               |               |               |
|  | Juventud (P)            | Douglas Haig (*) | 0                | 2                       | 0 | 1                |                  |                  |  |  |               |               |               |  |  |               |               |               |
|  | Juventud (P)            |                  |                  |                         | 0 | 1                |                  |                  |  |  |               |               |               |  |  |               |               |               |
|  | Douglas Haig (*)        | 1                | 0                |                         |   |                  |                  |                  |  |  |               |               |               |  |  |               |               |               |
|  | Douglas Haig (*)        | 1                | 0                | General Paz Juniors     | 1 | 0 (8)            |                  |                  |  |  |               |               |               |  |  |               |               |               |
|  |                         |                  |                  |                         | 1 | 0 (8)            |                  |                  |  |  |               |               |               |  |  |               |               |               |
|  |                         | Villa Mitre (p)  | 0                | 1 (9)                   |   |                  |                  |                  |  |  |               |               |               |  |  |               |               |               |
|  | Independiente Rivadavia | Villa Mitre (p)  | 0                | 1 (9)                   | 0 | 2                |                  |                  |  |  |               |               |               |  |  |               |               |               |
|  | Independiente Rivadavia |                  |                  |                         | 0 | 2                |                  |                  |  |  |               |               |               |  |  |               |               |               |
|  | Guillermo Brown         | 0                | 5                |                         |   |                  |                  |                  |  |  |               |               |               |  |  |               |               |               |
|  | Guillermo Brown         | 0                | 5                | Guillermo Brown         | 3 | 1                |                  |                  |  |  |               |               |               |  |  |               |               |               |
|  |                         |                  |                  |                         | 3 | 1                |                  |                  |  |  |               |               |               |  |  |               |               |               |
|  |                         | Villa Mitre      | 1                | 3                       |   |                  |                  |                  |  |  |               |               |               |  |  |               |               |               |
|  | Cipolletti              | Villa Mitre      | 1                | 3                       | 2 | 0                |                  |                  |  |  |               |               |               |  |  |               |               |               |
|  | Cipolletti              |                  |                  |                         | 2 | 0                |                  |                  |  |  |               |               |               |  |  |               |               |               |
|  | Villa Mitre             | 1                | 2                |                         |   |                  |                  |                  |  |  |               |               |               |  |  |               |               |               |
|  | Villa Mitre             | 1                | 2                | Villa Mitre             | 5 | 3                |                  |                  |  |  |               |               |               |  |  |               |               |               |
|  |                         |                  |                  |                         | 5 | 3                |                  |                  |  |  |               |               |               |  |  |               |               |               |
|  |                         | Sportivo Patria  | 1                | 0                       |   |                  |                  |                  |  |  |               |               |               |  |  |               |               |               |
|  | Talleres (P)            | Sportivo Patria  | 1                | 0                       | 3 | 1                |                  |                  |  |  |               |               |               |  |  |               |               |               |
|  | Talleres (P)            |                  |                  |                         | 3 | 1                |                  |                  |  |  |               |               |               |  |  |               |               |               |
|  | Unión (S)               | 0                | 1                |                         |   |                  |                  |                  |  |  |               |               |               |  |  |               |               |               |
|  | Unión (S)               | 0                | 1                | Talleres (P)            | 1 | 1                |                  |                  |  |  |               |               |               |  |  |               |               |               |
|  |                         |                  |                  |                         | 1 | 1                |                  |                  |  |  |               |               |               |  |  |               |               |               |
|  |                         | Sportivo Patria  | 1                | 3                       |   |                  |                  |                  |  |  |               |               |               |  |  |               |               |               |
|  | Atl. Candelaria         | Sportivo Patria  | 1                | 3                       | 2 | 1                |                  |                  |  |  |               |               |               |  |  |               |               |               |
|  | Atl. Candelaria         |                  |                  |                         | 2 | 1                |                  |                  |  |  |               |               |               |  |  |               |               |               |
|  | Sportivo Patria         | 1                | 5                |                         |   |                  |                  |                  |  |  |               |               |               |  |  |               |               |               |

(*) Clasificado por mejor temporada regular
Villa Mitre se consagró campeón del Torneo Apertura.

## Torneo Clausura

### Primera fase
| Equipo                  | Pts | PJ | PG | PE | PP | GF | GC | Dif |
| ----------------------- | --- | -- | -- | -- | -- | -- | -- | --- |
| Guillermo Brown         | 23  | 11 | 7  | 2  | 2  | 19 | 11 | 8   |
| Juventud Unida          | 20  | 11 | 6  | 2  | 3  | 17 | 13 | 4   |
| Desamparados            | 18  | 11 | 5  | 3  | 3  | 18 | 16 | 2   |
| Douglas Haig            | 18  | 11 | 5  | 3  | 3  | 27 | 16 | 11  |
| La Plata FC             | 17  | 11 | 4  | 5  | 2  | 16 | 10 | 6   |
| Villa Mitre             | 16  | 11 | 4  | 4  | 3  | 19 | 18 | 1   |
| Independiente Rivadavia | 14  | 11 | 3  | 5  | 3  | 16 | 17 | -1  |
| Juventud (P)            | 12  | 11 | 3  | 3  | 5  | 15 | 17 | -2  |
| Racing (O)              | 12  | 11 | 3  | 3  | 5  | 13 | 17 | -4  |
| Luján de Cuyo           | 11  | 11 | 2  | 5  | 4  | 11 | 14 | -3  |
| Huracán (CR)            | 10  | 11 | 3  | 1  | 7  | 7  | 21 | -14 |
| Cipolletti              | 8   | 11 | 2  | 2  | 7  | 18 | 26 | -8  |

| Clasificado para la próxima fase |

| Equipo                        | Pts | PJ | PG | PE | PP | GF | GC | Dif |
| ----------------------------- | --- | -- | -- | -- | -- | -- | -- | --- |
| Atlético (T)                  | 23  | 11 | 7  | 2  | 2  | 18 | 10 | 8   |
| Racing (C)                    | 22  | 11 | 7  | 1  | 3  | 21 | 16 | 5   |
| San Martín (T)                | 20  | 11 | 6  | 2  | 3  | 23 | 15 | 8   |
| 9 de Julio (R)                | 19  | 11 | 5  | 4  | 2  | 27 | 19 | 8   |
| Unión (S)                     | 19  | 11 | 5  | 4  | 2  | 21 | 13 | 8   |
| Talleres (P)                  | 15  | 11 | 4  | 3  | 4  | 14 | 18 | -4  |
| La Florida (*)                | 15  | 11 | 4  | 3  | 4  | 6  | 11 | -5  |
| Gimnasia y Esgrima (CdU) (**) | 13  | 11 | 4  | 1  | 6  | 17 | 21 | -4  |
| Sportivo Patria (*)           | 12  | 11 | 3  | 3  | 5  | 18 | 21 | -3  |
| Atl. Candelaria               | 9   | 11 | 2  | 3  | 6  | 21 | 23 | -2  |
| General Paz Juniors           | 9   | 11 | 2  | 3  | 6  | 14 | 24 | -10 |
| Ñuñorco                       | 3   | 11 | 0  | 3  | 8  | 10 | 21 | -11 |

| Clasificado para la próxima fase |

(*) El partido La Florida-Sportivo Patria correspondiente a la fecha 10 terminó 2-2, pero fue anulado; se consideró como 0-1 para ambos

(**)No clasificó a la próxima fase por tener que jugar por la permanencia 

#### Resultados

##### Zona A (Sur)
| La Plata F.C.                | 1 - 1 | Douglas Haig            |
| Huracán (CR)                 | 0 - 1 | Guillermo Brown (PM)    |
| Juventud (P)                 | 4 - 2 | Racing (O)              |
| Juventud Unida Universitario | 1 - 1 | Independiente Rivadavia |
| Luján de Cuyo                | 2 - 1 | Cipolletti              |
| Villa Mitre (BB)             | 2 - 1 | Desamparados            |

| Sp. Desamparados        | 2 - 2 | Guillermo Brown (PM)         |
| Douglas Haig            | 3 - 0 | Huracán (CR)                 |
| Independiente Rivadavia | 1 - 1 | Luján de Cuyo                |
| Cipolletti              | 1 - 2 | La Plata F.C.                |
| Racing (O)              | 2 - 1 | Juventud Unida Universitario |
| Villa Mitre (BB)        | 2 - 1 | Juventud (P)                 |

| La Plata F.C.                | 2 - 0 | Independiente Rivadavia |
| Juventud (P)                 | 2 - 0 | Sp. Desamparados        |
| Juventud Unida Universitario | 2 - 0 | Villa Mitre (BB)        |
| Luján de Cuyo                | 3 - 3 | Racing (O)              |
| Guillermo Brown (PM)         | 2 - 1 | Douglas Haig            |
| Huracán (CR)                 | 3 - 2 | Cipolletti              |

| Racing (O)              | 1 - 0 | La Plata F.C.                |
| Sp. Desamparados        | 2 - 1 | Douglas Haig                 |
| Villa Mitre (BB)        | 0 - 0 | Luján de Cuyo                |
| Juventud (P)            | 0 - 1 | Juventud Unida Universitario |
| Independiente Rivadavia | 4 - 1 | Huracán (CR)                 |
| Cipolletti              | 1 - 2 | Guillermo Brown (PM)         |

| Douglas Haig                 | 5 - 3 | Cipolletti              |
| Huracán (CR)                 | 0 - 0 | Racing (O)              |
| Juventud Unida Universitario | 2 - 2 | Sp. Desamparados        |
| La Plata F.C.                | 1 - 1 | Villa Mitre             |
| Luján de Cuyo                | 1 - 1 | Juventud (P)            |
| Guillermo Brown (PM)         | 1 - 0 | Independiente Rivadavia |

| Racing (O)                   | 0 - 1 | Guillermo Brown (PM) |
| Villa Mitre (BB)             | 2 - 0 | Huracán (CR)         |
| Juventud (P)                 | 1 - 2 | La Plata F.C.        |
| Juventud Unida Universitario | 2 - 1 | Luján de Cuyo        |
| Independiente Rivadavia      | 1 - 1 | Douglas Haig         |
| Sp. Desamparados             | 3 - 1 | Cipolletti           |

| Douglas Haig         | 3 - 0 | Racing (O)                   |
| Huracán (CR)         | 1 - 0 | Juventud (P)                 |
| Cipolletti           | 2 - 2 | Independiente Rivadavia      |
| La Plata F.C.        | 0 - 2 | Juventud Unida Universitario |
| Guillermo Brown (PM) | 5 - 1 | Villa Mitre                  |
| Luján de Cuyo        | 0 - 1 | Sp. Desamparados             |

| Sp. Desamparados             | 0 - 2 | Independiente Rivadavia |
| Juventud (P)                 | 3 - 0 | Guillermo Brown (PM)    |
| Juventud Unida Universitario | 1 - 0 | Huracán (CR)            |
| Racing (O)                   | 3 - 0 | Cipolletti              |
| Villa Mitre (BB)             | 3- 3  | Douglas Haig            |
| Luján de Cuyo                | 0 - 0 | La Plata F.C.           |

| Douglas Haig            | 5 - 0 | Juventud (P)                 |
| Huracán (CR)            | 1 - 0 | Luján de Cuyo                |
| Independiente Rivadavia | 2 - 0 | Racing (O)                   |
| Cipolletti              | 3 - 1 | Villa Mitre (BB)             |
| Guillermo Brown (PM)    | 4 - 1 | Juventud Unida Universitario |
| La Plata F.C.           | 2 - 2 | Sp. Desamparados             |

| Villa Mitre (BB)             | 6 - 1 | Independiente Rivadavia |
| Juventud (P)                 | 1 - 1 | Cipolletti              |
| Juventud Unida Universitario | 2 - 0 | Douglas Haig            |
| Luján de Cuyo                | 1 - 0 | Guillermo Brown (PM)    |
| Sp. Desamparados             | 2 - 1 | Racing (O)              |
| La Plata F.C.                | 5 - 0 | Huracán (CR)            |

| Douglas Haig            | 4 - 2 | Luján de Cuyo                |
| Huracán (CR)            | 1 - 3 | Sp. Desamparados             |
| Independiente Rivadavia | 2 - 2 | Juventud (P)                 |
| Cipolletti              | 3 - 2 | Juventud Unida Universitario |
| Racing (O)              | 1 - 1 | Villa Mitre (BB)             |
| Guillermo Brown (PM)    | 1 - 1 | La Plata F.C.                |

##### Zona B (Norte)
| La Florida         | 0 - 0 | Unión (S)      |
| 9 de Julio (R)     | 2 - 1 | Ñuñorco        |
| General Paz Junior | 2 - 2 | Sp. Patria     |
| Gimnasia (CdU)     | 1 - 2 | Racing (C)     |
| San Martín (T)     | 2 - 1 | At. Candelaria |
| Talleres (P)       | 2 - 1 | Atlético (T)   |

| At. Candelaria | 1 - 2 | Atlético (T)        |
| Ñuñorco        | 1 - 1 | Talleres (P)        |
| Racing (C)     | 2 - 1 | General Paz Juniors |
| San Martín (T) | 0 - 1 | La Florida          |
| Sp. Patria     | 2 - 3 | 9 de Julio (R)      |
| Unión (S)      | 4 - 1 | Gimnasia (CdU)      |

| General Paz Juniors | 1 - 2 | Unión (S)      |
| Talleres (P)        | 1 - 3 | Sp. Patria     |
| La Florida          | 2 - 0 | At. Candelaria |
| 9 de Julio (R)      | 1 - 1 | Racing (C)     |
| Atlético (T)        | 1 - 0 | Ñuñorco        |
| Gimnasia (CdU)      | 1 - 3 | San Martín (T) |

| Unión (S)      | 1 - 1 | 9 de Julio (R)      |
| At. Candelaria | 4 - 2 | Ñuñorco             |
| La Florida     | 1 - 0 | Gimnasia (CdU)      |
| Racing (C)     | 2 - 0 | Talleres (P)        |
| San Martín (T) | 4 - 1 | General Paz Juniors |
| Sp. Patria     | 0 - 2 | Atlético (T)        |

| General Paz Juniors | 1 - 0 | La Florida     |
| 9 de Julio (R)      | 3 - 2 | San Martín (T) |
| Ñuñorco             | 1 - 1 | Sp. Patria     |
| Atlético (T)        | 2 - 1 | Racing (C)     |
| Gimnasia (CdU)      | 2 - 1 | At: Candelaria |
| Talleres (P)        | 0 - 0 | Unión (S)      |

| San Martín (T) | 1 - 2 | Talleres (P)        |
| La Florida     | 0 - 4 | 9 de Julio (R)      |
| At. Candelaria | 3 - 4 | Sp. Patria          |
| Gimnasia (CdU) | 2 - 1 | General Paz Juniors |
| Racing (C)     | 1 - 0 | Ñuñorco             |
| Unión (S)      | 4 - 0 | Atlético (T)        |

| Ñuñorco             | 2 - 3 | Unión (S)      |
| 9 de Julio (R)      | 3 - 3 | Gimnasia (CdU) |
| General Paz Juniors | 2 - 2 | At. Candelaria |
| Sp. Patria          | 1 - 3 | Racing (C)     |
| Talleres (P)        | 1 - 1 | La Florida     |
| Atlético (T)        | 0 - 0 | San Martín (T) |

| La Florida          | 0 - 0 | Atlético (T)   |
| At. Candelaria      | 4 - 1 | Racing (C)     |
| General Paz Juniors | 2 - 1 | 9 de Julio (R) |
| Gimnasia (CdU)      | 2 - 1 | Talleres (P)   |
| San Martín (T)      | 1 - 0 | Ñuñorco        |
| Unión (S)           | 3 - 2 | Sp. Patria     |

| 9 de Julio (R) | 3 - 3 | At. Candelaria      |
| Ñuñorco        | 0 - 1 | La Florida          |
| Atlético (T)   | 2 - 0 | Gimnasia (CdU)      |
| Racing (C)     | 2 - 1 | Unión (S)           |
| Sp. Patria     | 2 - 2 | San Martín (T)      |
| Talleres (P)   | 3 - 1 | General Paz Juniors |

| 9 de Julio (R)      | 5 - 1  | Talleres (P) |
| At. Candelaria      | 1 - 1  | Unión (S)    |
| General Paz Juniors | 1 - 5  | Atlético (T) |
| Gimnasia (CdU)      | 5 - 2  | Ñuñorco      |
| La Florida          | 2 - 2* | Sp. Patria   |
| San Martín (T)      | 5 - 2  | Racing (C)   |

| Unión (S)    | 2 - 3 | San Martín (T)      |
| Ñuñorco      | 1 - 1 | General Paz Juniors |
| Atlético (T) | 3 - 1 | 9 de Julio (R)      |
| Racing (C)   | 4 - 0 | La Florida          |
| Sp. Patria   | 1 - 0 | Gimnasia (CdU)      |
| Talleres (P) | 2 - 1 | At. Candelaria      |

- El partido se interrumpió en el minuto 90 cuando empataban 2 a 2. Luego se resolvió darles por perdido el encuentro a ambos equipos por 1 a 0.

### Segunda fase
|  | Octavos de final        | Octavos de final | Octavos de final |                         |   | Cuartos de final | Cuartos de final | Cuartos de final |  |  | Semifinales  | Semifinales  | Semifinales  |  |  | Final       | Final       | Final       |
|  | 1/4 al 9/4              | 1/4 al 9/4       | 1/4 al 9/4       |                         |   | 15/4 al 23/4     | 15/4 al 23/4     | 15/4 al 23/4     |  |  | 29/4 al 30/5 | 29/4 al 30/5 | 29/4 al 30/5 |  |  | 14/5 y 21/5 | 14/5 y 21/5 | 14/5 y 21/5 |
|  |                         |                  |                  |                         |   |                  |                  |                  |  |  |              |              |              |  |  |             |             |             |
|  |                         |                  |                  |                         |   |                  |                  |                  |  |  |              |              |              |  |  |             |             |             |
|  |                         |                  |                  |                         |   |                  |                  |                  |  |  |              |              |              |  |  |             |             |             |
|  | Unión (S)               | 3                | 1                |                         |   |                  |                  |                  |  |  |              |              |              |  |  |             |             |             |
|  | Unión (S)               | 3                | 1                |                         |   |                  |                  |                  |  |  |              |              |              |  |  |             |             |             |
|  | 9 de Julio (R) (*)      | 2                | 2                |                         |   |                  |                  |                  |  |  |              |              |              |  |  |             |             |             |
|  | 9 de Julio (R) (*)      | 2                | 2                | 9 de Julio (R)          | 0 | 1                |                  |                  |  |  |              |              |              |  |  |             |             |             |
|  |                         |                  |                  |                         | 0 | 1                |                  |                  |  |  |              |              |              |  |  |             |             |             |
|  |                         | San Martín (T)   | 0                | 4                       |   |                  |                  |                  |  |  |              |              |              |  |  |             |             |             |
|  | La Florida              | San Martín (T)   | 0                | 4                       | 0 | 0                |                  |                  |  |  |              |              |              |  |  |             |             |             |
|  | La Florida              |                  |                  |                         | 0 | 0                |                  |                  |  |  |              |              |              |  |  |             |             |             |
|  | San Martín (T)          | 3                | 1                |                         |   |                  |                  |                  |  |  |              |              |              |  |  |             |             |             |
|  | San Martín (T)          | 3                | 1                | San Martín (T)          | 3 | 2                |                  |                  |  |  |              |              |              |  |  |             |             |             |
|  |                         |                  |                  |                         | 3 | 2                |                  |                  |  |  |              |              |              |  |  |             |             |             |
|  |                         | Guillermo Brown  | 0                | 2                       |   |                  |                  |                  |  |  |              |              |              |  |  |             |             |             |
|  | Independiente Rivadavia | Guillermo Brown  | 0                | 2                       | 3 | 2                |                  |                  |  |  |              |              |              |  |  |             |             |             |
|  | Independiente Rivadavia |                  |                  |                         | 3 | 2                |                  |                  |  |  |              |              |              |  |  |             |             |             |
|  | Juventud Unida          | 2                | 2                |                         |   |                  |                  |                  |  |  |              |              |              |  |  |             |             |             |
|  | Juventud Unida          | 2                | 2                | Independiente Rivadavia | 2 | 1                |                  |                  |  |  |              |              |              |  |  |             |             |             |
|  |                         |                  |                  |                         | 2 | 1                |                  |                  |  |  |              |              |              |  |  |             |             |             |
|  |                         | Guillermo Brown  | 0                | 4                       |   |                  |                  |                  |  |  |              |              |              |  |  |             |             |             |
|  | Juventud (P)            | Guillermo Brown  | 0                | 4                       | 0 | 2                |                  |                  |  |  |              |              |              |  |  |             |             |             |
|  | Juventud (P)            |                  |                  |                         | 0 | 2                |                  |                  |  |  |              |              |              |  |  |             |             |             |
|  | Guillermo Brown         | 0                | 3                |                         |   |                  |                  |                  |  |  |              |              |              |  |  |             |             |             |
|  | Guillermo Brown         | 0                | 3                | San Martín (T) (p)      | 2 | 1(7)             |                  |                  |  |  |              |              |              |  |  |             |             |             |
|  |                         |                  |                  |                         | 2 | 1(7)             |                  |                  |  |  |              |              |              |  |  |             |             |             |
|  |                         | Racing (C)       | 1                | 2(6)                    |   |                  |                  |                  |  |  |              |              |              |  |  |             |             |             |
|  | La Plata FC             | Racing (C)       | 1                | 2(6)                    | 2 | 1                |                  |                  |  |  |              |              |              |  |  |             |             |             |
|  | La Plata FC             |                  |                  |                         | 2 | 1                |                  |                  |  |  |              |              |              |  |  |             |             |             |
|  | Douglas Haig            | 3                | 3                |                         |   |                  |                  |                  |  |  |              |              |              |  |  |             |             |             |
|  | Douglas Haig            | 3                | 3                | Douglas Haig            | 1 | 1                |                  |                  |  |  |              |              |              |  |  |             |             |             |
|  |                         |                  |                  |                         | 1 | 1                |                  |                  |  |  |              |              |              |  |  |             |             |             |
|  |                         | Desamparados     | 1                | 3                       |   |                  |                  |                  |  |  |              |              |              |  |  |             |             |             |
|  | Villa Mitre             | Desamparados     | 1                | 3                       | 1 | 2                |                  |                  |  |  |              |              |              |  |  |             |             |             |
|  | Villa Mitre             |                  |                  |                         | 1 | 2                |                  |                  |  |  |              |              |              |  |  |             |             |             |
|  | Desamparados            | 2                | 2                |                         |   |                  |                  |                  |  |  |              |              |              |  |  |             |             |             |
|  | Desamparados            | 2                | 2                | Desamparados            | 0 | 1                |                  |                  |  |  |              |              |              |  |  |             |             |             |
|  |                         |                  |                  |                         | 0 | 1                |                  |                  |  |  |              |              |              |  |  |             |             |             |
|  |                         | Racing (C)       | 1                | 1                       |   |                  |                  |                  |  |  |              |              |              |  |  |             |             |             |
|  | Sportivo Patria         | Racing (C)       | 1                | 1                       | 1 | 4                |                  |                  |  |  |              |              |              |  |  |             |             |             |
|  | Sportivo Patria         |                  |                  |                         | 1 | 4                |                  |                  |  |  |              |              |              |  |  |             |             |             |
|  | Atlético (T)            | 0                | 1                |                         |   |                  |                  |                  |  |  |              |              |              |  |  |             |             |             |
|  | Atlético (T)            | 0                | 1                | Sportivo Patria         | 0 | 1                |                  |                  |  |  |              |              |              |  |  |             |             |             |
|  |                         |                  |                  |                         | 0 | 1                |                  |                  |  |  |              |              |              |  |  |             |             |             |
|  |                         | Racing (C) (*)   | 0                | 1                       |   |                  |                  |                  |  |  |              |              |              |  |  |             |             |             |
|  | Talleres (C)            | Racing (C) (*)   | 0                | 1                       | 2 | 1                |                  |                  |  |  |              |              |              |  |  |             |             |             |
|  | Talleres (C)            |                  |                  |                         | 2 | 1                |                  |                  |  |  |              |              |              |  |  |             |             |             |
|  | Racing (C)              | 1                | 3                |                         |   |                  |                  |                  |  |  |              |              |              |  |  |             |             |             |

(*) Clasificado por mejor temporada regular
San Martín (T) se consagró campeón del Torneo Clausura.

## Permanencia

### Tablas de descenso
| Equipo                  | Pts | PJ | PG | PE | PP | GF | GC | Dif |
| ----------------------- | --- | -- | -- | -- | -- | -- | -- | --- |
| Guillermo Brown         | 41  | 22 | 12 | 5  | 5  | 37 | 22 | 15  |
| Douglas Haig            | 39  | 22 | 11 | 6  | 5  | 45 | 31 | 14  |
| La Plata FC             | 37  | 22 | 10 | 7  | 5  | 31 | 18 | 13  |
| Villa Mitre             | 36  | 22 | 10 | 6  | 6  | 34 | 29 | 5   |
| Desamparados            | 34  | 22 | 10 | 4  | 8  | 27 | 29 | -2  |
| Independiente Rivadavia | 31  | 22 | 7  | 10 | 5  | 28 | 27 | 1   |
| Juventud Unida          | 28  | 22 | 7  | 7  | 8  | 29 | 31 | -2  |
| Juventud (P)            | 26  | 22 | 7  | 5  | 10 | 30 | 34 | -4  |
| Luján de Cuyo           | 25  | 22 | 5  | 10 | 7  | 29 | 29 | 0   |
| Racing (O)              | 23  | 22 | 6  | 5  | 11 | 21 | 32 | -11 |
| Cipolletti              | 22  | 22 | 6  | 4  | 12 | 37 | 43 | -16 |
| Huracán (CR)            | 17  | 22 | 4  | 5  | 13 | 15 | 38 | -23 |

| Equipo                   | Pts | PJ | PG | PE | PP | GF | GC | Dif |
| ------------------------ | --- | -- | -- | -- | -- | -- | -- | --- |
| Atlético (T)             | 42  | 22 | 13 | 3  | 6  | 39 | 24 | 15  |
| San Martín (T)           | 40  | 22 | 11 | 7  | 4  | 37 | 21 | 16  |
| Unión (S)                | 36  | 22 | 10 | 6  | 6  | 39 | 32 | 7   |
| Racing (C)               | 36  | 22 | 10 | 6  | 6  | 29 | 24 | 5   |
| Talleres (P)             | 31  | 22 | 8  | 7  | 7  | 25 | 29 | -4  |
| Sportivo Patria          | 30  | 22 | 8  | 6  | 8  | 32 | 34 | -2  |
| 9 de Julio (R)           | 29  | 22 | 7  | 8  | 7  | 29 | 32 | -3  |
| La Florida               | 28  | 22 | 7  | 7  | 8  | 19 | 26 | -7  |
| Atl. Candelaria          | 24  | 22 | 6  | 6  | 10 | 34 | 37 | -3  |
| Gimnasia y Esgrima (CdU) | 23  | 22 | 7  | 2  | 13 | 29 | 38 | -9  |
| General Paz Juniors      | 23  | 22 | 6  | 5  | 11 | 31 | 45 | -14 |
| Ñuñorco                  | 16  | 22 | 3  | 7  | 12 | 19 | 32 | -13 |

| Juega para evitar la promoción |
| Juega para evitar el descenso  |
| Desciende al Argentino B       |

### Desempate por la permanencia
| Local                               | Resultado | Visitante     | Estadio                 | Fecha               |
| ----------------------------------- | --------- | ------------- | ----------------------- | ------------------- |
| Racing (O)                          | 1 - 0     | Luján de Cuyo | José Buglione Martinese | 9 de abril de 2006  |
| Luján de Cuyo                       | 4 - 0     | Racing (O)    |                         | 16 de abril de 2006 |
| Luján de Cuyo conserva la categoría |           |               |                         |                     |
| Racing (O) juega la Promoción       |           |               |                         |                     |

| Local                                          | Resultado | Visitante                | Estadio              | Fecha               |
| ---------------------------------------------- | --------- | ------------------------ | -------------------- | ------------------- |
| Gimnasia y Esgrima (CdU)                       | 2 - 0     | Atl. Candelaria          | Manuel y Ramón Núñez | 9 de abril de 2006  |
| Atl. Candelaria                                | 3 - 3     | Gimnasia y Esgrima (CdU) |                      | 16 de abril de 2006 |
| Gimnasia y Esgrima (CdU) conserva la categoría |           |                          |                      |                     |
| Atl. Candelaria juega la Promoción             |           |                          |                      |                     |

### Desempate por el descenso
| Local                                      | Resultado        | Visitante           | Estadio                     | Fecha               |
| ------------------------------------------ | ---------------- | ------------------- | --------------------------- | ------------------- |
| Cipolletti                                 | 2 - 1            | General Paz Juniors | La Visera de Cemento        | 9 de abril de 2006  |
| General Paz Juniors                        | 1 – 0 Pen. 3 - 2 | Cipolletti          | Estadio General Paz Juniors | 16 de abril de 2006 |
| General Paz Juniors juega la Promoción     |                  |                     |                             |                     |
| Cipolletti desciende al Torneo Argentino B |                  |                     |                             |                     |

## Final
La final del campeonato tuvo lugar a 2 partidos los días 25 y 28 de mayo, donde se enfrentaron los dos campeones del Apertura 2005 y Clausura 2006. El campeón logró el ascenso directo a la B Nacional 2006/07, mientras que el subcampeón, disputó la promoción contra un equipo de la B Nacional 2005/06.
| Villa Mitre                                                         | 2 - 2            | San Martín (T) | El Fortín    | 25 de mayo de 2006 |
| San Martín (T)                                                      | 1 - 1 Pen. 3 - 4 | Villa Mitre    | La Ciudadela | 28 de mayo de 2006 |
| Villa Mitre se consagró campeón y ascendió a la Primera B Nacional. |                  |                |              |                    |

## Promociones

### B Nacional - Torneo Argentino A
| San Martín (T)                                                  | 1 - 0 | San Martín (M) | La Ciudadela       | 31 de mayo de 2006 |
| San Martín (M)                                                  | 0 - 0 | San Martín (T) | José de San Martín | 4 de junio de 2006 |
| San Martín (T) asciende a la B Nacional con un global de 1 - 0. |       |                |                    |                    |

### Torneo Argentino A –Torneo Argentino B
| Rivadavia (L)                                                      | 1 - 0 | Racing (O)    | El Coliseo              | 18 de junio de 2006 |
| Racing (O)                                                         | 1 - 1 | Rivadavia (L) | José Buglione Martinese | 25 de junio de 2006 |
| Rivadavia (L) asciende al Torneo Argentino A con un global de 2-1. |       |               |                         |                     |

| Real Arroyo Seco                                                      | 4 - 0 | Atl. Candelaria  | José Omar Pastoriza | 18 de junio de 2006 |
| Atl. Candelaria                                                       | 2 - 0 | Real Arroyo Seco |                     | 24 de junio de 2006 |
| Real Arroyo Seco asciende al Torneo Argentino A con un global de 4-2. |       |                  |                     |                     |

| Alumni                                                      | 5 - 0 | General Paz Juniors | Plaza Ocampo                | 18 de junio de 2006 |
| General Paz Juniors                                         | 2 - 0 | Alumni              | Estadio General Paz Juniors | 25 de junio de 2006 |
| Alumni asciende al Torneo Argentino A con un global de 5-2. |       |                     |                             |                     |